# Chuck Mangione
Chuck Mangione, all'anagrafe Charles Frank Mangione (Rochester, 29 novembre 1940 – Rochester, 22 luglio 2025), è stato un musicista, compositore, trombettista e flicornista jazz statunitense.

## Biografia
Nacque a Rochester da genitori siciliani: la madre, di cognome Bellavia, era originaria di Serradifalco, mentre il padre era originario di Naro.
Dall'inizio della sua carriera (negli anni sessanta), Mangione ha pubblicato oltre trenta album; in Italia ebbe una vasta notorietà soprattutto grazie al suo brano Feels So Good, pubblicato nel 1977. Nel luglio 1988, nel corso di una tournée in Sicilia, venne a trovare i parenti a Serradifalco incontrando i cugini delle famiglie Bellavia, Minnella, Cellura, che gli organizzarono una bella festa in una villa di campagna.
Negli anni Settanta, assieme a George Benson, Grover Washington, ed Earl Klugh, cominciò a produrre delle nuove sonorità che vennero incluse nell'ambito  del jazz rock poi definito nella sua accezione piú colta e ricercata fusion e, in quella in cui si collocano i musicisti citati e Chuck,  smooth jazz, una sorta di pop strumentale più diretto e semplice, eseguito da strumentisti che nelle fasi iniziali delle loro carriere avevano suonato jazz puro.
Mangione è morto nel 2025, per cause naturali. Aveva 84 anni

## Stile
Il suono di Mangione è gradevole, circolare, lirico, e i suoi fraseggi al flicorno sono di una rara duttilità e minuzia, accompagnati da una velocità ed invenzione melodiche. La sua musica è efficace e sobria a tal punto da rasentare sapientemente il virtuosismo che piacque a grandi del jazz del calibro di Miles Davis e Dizzy Gillespie, sfociando le sue improvvisazioni in un insolito crescendo orchestrale.

## Vita privata
Con la moglie Rosemarie, che gli premorì nel 2015, generò due figlie, Nancy e Diana.

## Discografia

### Album in studio
- 1960 – The Jazz Brothers (Riverside Records, RLP-335/RS-9335) a nome The Mangione Brothers Sextet
- 1961 – Hey Baby! (Riverside Records, RLP-371/RS-9371) a nome The Jazz Brothers Featuring Gap Mangione and Chuck Mangione
- 1962 – Spring Fever (Riverside Records, RLP-405/RS-9405) a nome The Jazz Brothers Featuring Chuck Mangione, Gap Mangione, Sal Nistico
- 1963 – Recuerdo (Jazzland Records, JLP-94/JLP-984) a nome Chuck Mangione Quintet
- 1972 – The Chuck Mangione Quartet (Mercury Records, SRM-1-631) a nome Chuck Mangione Quartet
- 1975 – Chase the Clouds Away (A&M Records, SP-4518) a nome Chuck Mangione, Chuck Mangione Quartet
- 1975 – Bellavia (A&M Records, SP-4557)
- 1976 – Main Squeeze (A&M Records, SP-4612)
- 1977 – Feels so Good (A&M Records, SP-4658)
- 1978 – Children of Sanchez (A&M Records, SP-6700)
- 1980 – Fun and Games (A&M Records, SP-3715)
- 1982 – 70 Miles Young (A&M Records, SP-4911)
- 1982 – Love Notes (Columbia Records, FC 38101)
- 1983 – Journey to a Rainbow (Columbia Records, FC 38686)
- 1984 – Disguise (Columbia Records, FC 39479)
- 1986 – Save Tonight for Me (Columbia Records, FC 40254)
- 1988 – Eyes of the Veiled Temptress (Columbia Records, FC 40984)
- 1999 – The Feeling's Back (Chesky Records, JD-184)
- 2000 – Everything for Love (Chesky Records, JD-199)

### Album dal vivo
- 1970 – Friends & Love... A Chuck Mangione Concert (Mercury Records, SRM-2-800) 2 LP
- 1971 – Together: A New Chuck Mangione Concert (Mercury Records, SRM-2-7501)
- 1972 – Alive! (Mercury Records, SRM-1-650) a nome Chuck Mangione Quartet
- 1973 – Land of Make Believe... A Chuck Mangione Concert (Mercury Records, SRM-1-684)
- 1975 – Encore - The Chuck Mangione Concerts (Mercury Records, SRM-1-1050)
- 1979 – An Evening of Magic - Chuck Mangione Live at the Hollywood Bowl (A&M Records, SP-6701)
- 1981 – Tarantella (A&M Records, SP-6513) 2 LP
- 1989 – Live at the Village Gate (Feels So Good Records, FSG 001D) Live, 2 CD
- 1995 – Live at the Village Gate, Vol. 2 (Pro-Arte Records, 002) Live

### Raccolte
- 1973 – The Best of Chuck Mangione (Mercury Records, SRM-2-8601) 2 LP
- 1975 – Chuck Mangione Sampler (A&M Records, SP 8428)
- 1977 – Jazz Brother (Milestone Records, M-47042) 2 LP
- 1978 – The Chuck Mangione Sampler (A&M Records, SAMP 4)
- 1980 – Magic (A&M Records, AMP-28005)
- 1983 – The Magic of Mangione (A&M Records, SP 9078)
- 1985 – The Best of Chuck Mangione (A&M Records, SP-3282)
- 1987 – Chuck Mangione (Mercury Records, 830 696-2)
- 1987 – Classics Volume 6 (A&M Records, CD 2502)
- 1991 – Greatest Hits (Feels So Good Records, FSG 9004)
- 1991 – A&M Gold Series - Chuck Mangione (A&M Records, 397075-2)
- 1996 – Greatest Hits (A&M Records, 314540514 2)
- 2000 – Chuck Mangione's Finest Hour (Verve Records, 069 490 670-2)
- 2002 – The Best of Chuck Mangione (A&M Records, 069 493 385-2)